# تیم ملی بیسبال ایران
تیم ملی بیسبال ایران یک تیم بین‌المللی بیسبال است که از طرف ایران در رقابت‌های بین‌المللی شرکت می‌کند.

## تورنمت‌ها

### جام آسیایی
| سال   | رتبه        | بازی | برد | باخت |
| ----- | ----------- | ---- | --- | ---- |
| ۱۹۹۵  | حاضر نبود   | –    | –   | –    |
| ۱۹۹۷  | حاضر نبود   | –    | –   | -    |
| ۱۹۹۹  | حاضر نبود   | –    | –   | -    |
| ۲۰۰۱  | حاضر نبود   | –    | –   | -    |
| ۲۰۰۲  | حاضر نبود   | –    | –   | -    |
| ۲۰۰۴  | حاضر نبود   | –    | –   | -    |
| ۲۰۰۶  | پنجم        |      |     |      |
| ۲۰۰۹  | حاضر نبود   | –    | –   | –    |
| ۲۰۱۰  | حاضر نبود   | –    | –   | -    |
| ۲۰۱۲  | سوم         |      |     |      |
| ۲۰۱۳  | حاضر نبود   | –    | –   | -    |
| ۲۰۱۵  | نایب قهرمان | ۳    | ۲   | ۱    |
| ۲۰۱۷  | سوم         | ۳    | ۲   | ۱    |
| مجموع | ۱۲/۴        |      |     |      |